# Облога Фів
Облога Фів — штурм і руйнування Александром Македонським Фів у вересні 335 до н. е., одного з найсильніших на той час полісів у Стародавньої Греції.

## Передумови
Фіви перебували якщо не географічно, то стратегічно в центрі Греції. З півночі Фермопільський прохід, так звані «ворота до Греції» відділяв володіння Фів від рівнин Фессалії. На захід від Фів мешкали войовничі етолійці та інші гірські грецькі племена. На південний схід Фіви межували з землею Аттики, володіннями Афін, а з південного заходу починався перешийок, який сполучав із півостровом Пелопоннес, заселений багатьма відомими містами, з яких найвідомішим була Спарта. Той, хто контролював Фіви, міг контролювати всю Грецію. Тому батько Александра Македонського, цар Філіпп II, постарався послабити сильне місто. Після перемоги у битві при Херонеї в 338 до н. е. багато фів'ян вигнано, а в Кадмею, фортецю на південній околиці Фів, Філіпп ввів македонський гарнізон.
Коли в Греції поширилися чутки про те, ніби Александр загинув десь у варварських землях Іллірії, у Фіви повернулося чимало вигнанців. Вони знайшли багато співчуваючих, і спалахнуло повстання. Фіванці вбили двох македонських воєначальників з гарнізону в Кадмеї, саму фортецю блокували, оточивши подвійним частоколом та ровом. Народні збори Фів звернулися до всіх греків із закликом про допомогу. Повсталі знайшли співчуття і розуміння, але не реальну допомогу воїнами. Греки, серед яких єдності не спостерігалося навіть при вторгненні персів, воліли вичікувати. Тільки Афіни за наполяганням Демосфена надіслали зброю у Фіви. Дізнавшись про події в Греції, Александр здійснив з Фракії стрімкий марш усім військом перш ніж хто-небудь надав підтримку повсталому місту. Через два тижні він встав табором під Фівами.

## Облога і штурм
Згідно з Діодором Сицилійським Александр мав у своєму розпорядженні 30 тисяч піхоти і 3 тисячі кінних воїнів. До нього приєдналися беотійці, мешканці населених пунктів навколо Фів, для яких Фіви в результаті міжусобних воєн перетворилися на заклятих ворогів. Фіви могли виставити близько 7 тисяч гоплітів і до тисячі кінних. У будь-якому випадку число воїнів Александра наближалося до чисельності всіх мешканців міста, включаючи жінок, старих і дітей.
Всупереч звичайній стрімкості, цього разу Александр не поспішав, чекаючи добровільної здачі міста, оскільки перед походом у Персію він бажав залишити в тилу союзну македонцям Грецію. Він лише запропонував фів'янам видати двох головних заворушників. Однак жителі Фів, пам'ятаючи про колишню славу, вирішили чинити опір і першими напали на македонців, які легко відбили вилазку. Табір Александра розташувався з південного боку міста, біля обложеної фортеці фіванцями Кадмеї. Судячи з опису бою, Фіви були обнесені невисокою стіною, на яку поставили вільновідпущенних рабів та інших негромадян міста. Військові загони Фів розміщувалися за межами стін, під охороною легких польових укріплень — подвійного палісаду.
За Діодором, Александр підготувався до штурму за три дні, що після двотижневого марш-кидка з Фракії виглядає сумнівним. За словами Арріана Флавія, штурм міста почався спонтанно, без наказу Александра. Солдати з фаланги Пердікки увірвалися за живопліт з південного боку міста, фіванці від несподіванки відступили. Тоді Александр послав всю армію на підмогу війську Пердікки, який сам був тяжко поранений і забрав із поля бою. Битва була довгою і наполегливою, македонська фаланга давила своєю чисельністю і досвідом, фіванці перевершували в індивідуальній підготовці бійців.
Александр ввів у справу свіжі підкріплення, змінюючи втомлених солдатів. Фіванці кинулися під захист стін, проте в тисняві та метушні вони не встигли закрити ворота, і македонці, що невідступно переслідували їх, проникли в Фіви. За словами Діодора, в стовпотворіння біля воріт фіванська кіннота задавила чимало своїх піхотинців. Оскільки фіванські загони розташовувалися за межами міста, а на стінах залишалися небоєздатні, то македонці досить легко долали стіни. З Кадмеї увірвався на вулиці Фів македонський гарнізон, і організований опір жителів було зломлено. Хтось продовжував відчайдушно битися, але багато городян стали рятуватися втечею з міста:
| І тоді почалося безладне побиття фіванців, що вже не захищались, причому гніву були повні не так македонці, як фокейці, латейці та інші беотійці; одних застигали в будинках, — деякі намагалися чинити опір, інші молили про пощаду, припавши до жертовника, — але жалю не було ні до жінок, ні до дітей[3]. |

## Підсумки битви
Діодор Сицилійський навів цифри: 6 000 загиблих фіванців, 30 тисяч захоплено в полон. Про запеклість опору фіванців в день штурму свідчить кількість загиблих македонців — 500 воїнів. Навіть під час семимісячної облоги неприступного Тіра загинуло менше македонських солдатів.
Союзники з Беотії, що брали участь у битві і яким Александр доручив розпорядитися долею Фів, вирішили поставити в Кадмеї гарнізон, місто ж зрити, а землю, крім священної, розділити між союзниками; дітей, жінок і фіванців, що залишилися живими, крім жерців, жриць, друзів Філіппа й Олександра і македонських проксенів, продати в рабство. Понад те союзники ухвалили відновити Орхомен і Платеї і обвести їх стінами. Згідно з Юстином, фіванців купували їх старі вороги, виплачуючи тим вищу ціну, чим сильнішою була їх ненависть до колишніх кривдників. Від продажу в рабство фіванців Александр вторгував 440 талантів, тобто ціна голови становила в середньому 88 драхм, що у 2 рази менше середньої ціни на раба в Елладі. За іншими відомостями ця сума і становила усю здобич, захоплену в Фівах.
Грецькі міста, які перш аплодували антимакедонським ораторам, тепер принижено клялися у вірності Александру. Він зажадав від Афін видати вісім головних супротивників македонців, але в результаті переговорів зійшлися на тому, щоб Афіни вигнали неугодних македонцям полководців. Александр не став карати своїх супротивників в Елладі та, задовольнившись руйнуванням Фів, повернувся у Македонію, де готувався до великого походу в Азію.